# Interactive Data
Interactive Data Corporation war ein US-amerikanischer Wirtschaftsinformationsdienst. Interactive Data bot Finanzmarktinformationen an, wie zum Beispiel unabhängige Bewertungen von Wertpapieren, internationale Referenzdaten sowie Börseninformationen. Wichtigster Wettbewerber war Thomson Reuters.
Neben dem Hauptsitz in Bedford gab es weitere Niederlassungen in Nordamerika, Europa, Asien und Australien. Zum 14. Dezember 2015 wurde Interactive Data von Intercontinental Exchange übernommen.